# Goldeimer

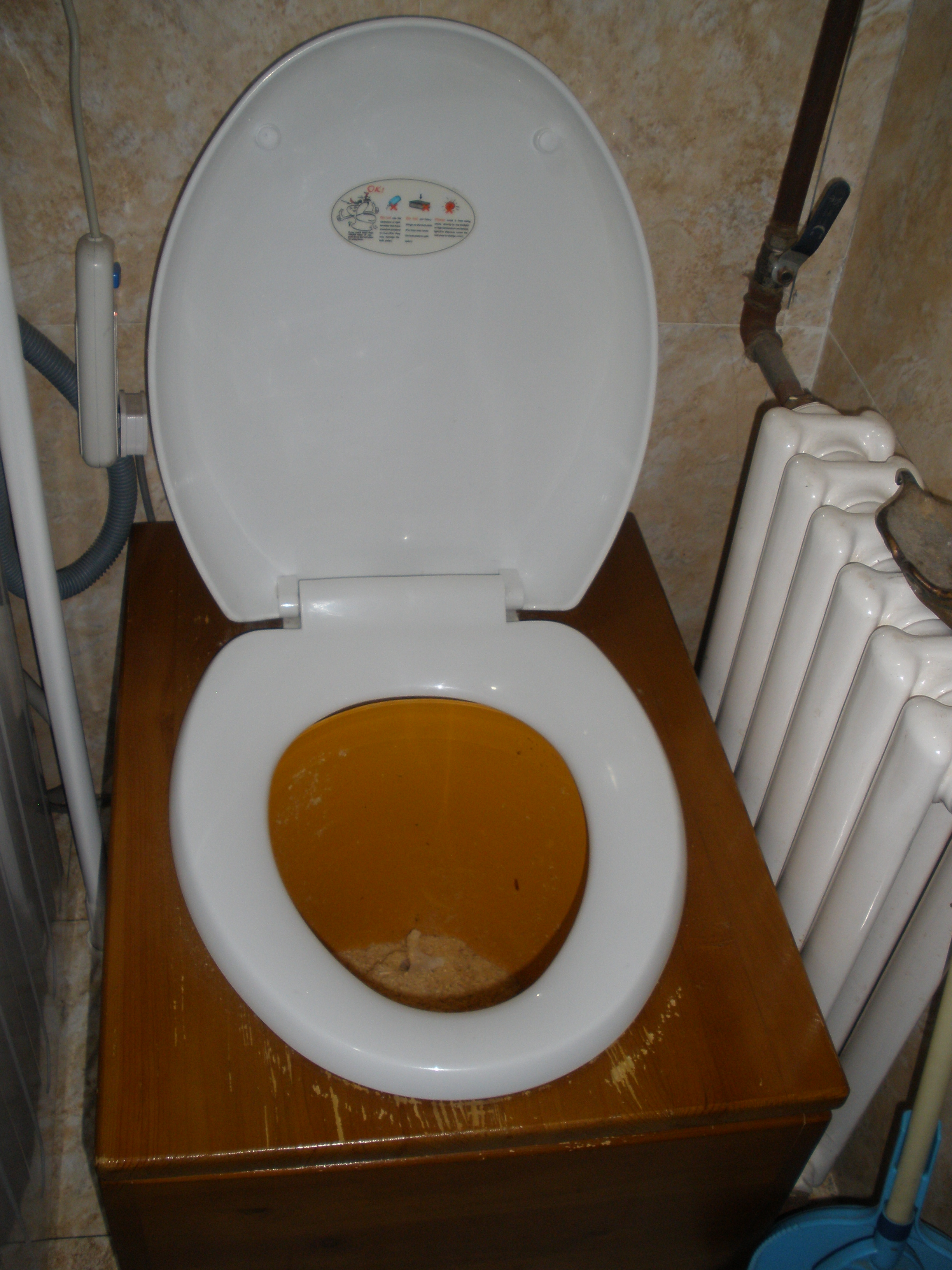
Eimertoilette in der Mongolei (2010)

Goldeimer ist eine umgangssprachliche Bezeichnung großvolumiger Eimer oder Fässer, die man zu Beginn des 20. Jahrhunderts zur Fäkaliensammlung unter Plumpstoiletten schob und die durch meist ungelernte Kräfte in einem festgelegten Turnus gegen leere Behältnisse ausgetauscht wurden. Die mit Fäkalien gefüllten Behälter wurden zur Aufarbeitung in Fabriken verbracht. Durch Aufarbeitung mit Schwefelsäure konnte so ein Düngemittel hergestellt werden, bei dessen Produktion ein unangenehmer Geruch entstand. Die Kunstdüngerfabrikation befand sich zu Beginn des 20. Jh. noch im Aufbau und die Preise waren sehr hoch, da dazu Guano und Salpeter vorwiegend aus Chile mit Segelschiffen kostspielig nach Europa transportiert werden musste. Die Produktion von einheimischem Dünger aus Fäkalien, die man umsonst bekam, versprach auf Grund der höheren Absatzfähigkeit ein lukratives Geschäft, wodurch die Fäkalieneimer umgangssprachlich „vergoldet“ wurden.
Die Viva con Agua e.V. - entwicklungspolitische Non-Profit-Organisation hat unter dem Namen "Goldeimer gGmbH" eine Organisation für mobile Kompost-Sanitäranlagen auf Musikfestivals u. ä. gegründet.